# 幸运饼干
幸运饼干（英語：fortune cookie），又称幸運籤餅、籤語餅、幸福饼干、占卜饼等，是一种美式亚洲风味脆饼，通常由面粉、糖、香草及奶油做成，里面包有类似箴言或者隱晦的预言字条，有時也印有「幸运数字」（如用于彩票等），翻译过的中国成语、俗语等。
在美国及加拿大（其他的西方國家的也有），幸運餅乾是中餐廳裡的一道餐後甜点，但實際上在中國與其他東亞地區華人聚居的地區並沒有食用這種食物的習俗。幸運餅乾其起源不明，但是加利福尼亚州的多个移民社团都说20世纪早期幸运饼干就已经流行，其配方是基于日本传统的煎饼。

## 起源

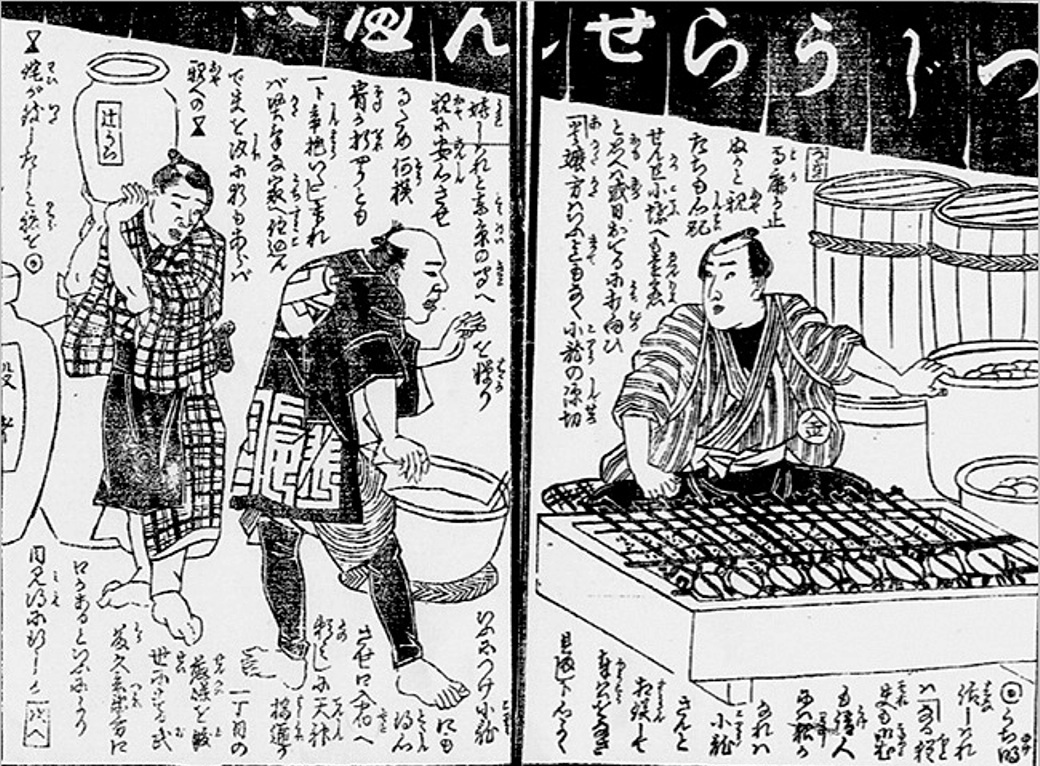
辻占煎餅。『藻汐草近世奇談. 3編下之巻 』篠田仙果 編[他] (青盛堂, 1878年)

19世纪时，日本东京有一种小饼类似美式幸运饼干，并且在日本的寺庙里有一种抽籤占卜的传统，称为御神籤。日本的小饼與此形狀相同，但有几处相異：如更大一些；使用更暗一些的生面团；用芝麻和味噌而不是香草和奶油；字条是嵌在饼裏而不是放在空心部分。这种小饼叫“辻占煎餅”，在日本的某些地方仍然有售。
建造旧金山金门公园內的日本茶园的萩原真据称是美国第一个推出美式幸运饼干的人，時間大約是在1890年代及1900年代初，由旧金山一家和菓子店「勉強堂」制作。洛杉矶的香港面条公司（Hong Kong Noodle Company）的创始人大卫·鍾（David Jung），亦宣称他在1918年发明了幸运饼干。
旧金山歷史問題模拟法庭（pseudo-legal Court of Historical Review）试图在1983年解决幸运饼干的起源争端。在庭审过程中，一个写有“S.F. Judge who rules for L.A. Not Very Smart Cookie”籤语的幸运饼干被作为了关键证据。因此模拟法庭的联邦法官认定幸运饼干由旧金山的萩原发明，但随后香港面条公司抗议这决定。
洛杉矶「风月堂」的创始人鬼頭精一（Seiichi Kito）也宣称他发明了幸运饼干。他说他从在日本的寺庙或神社裡出售的那种带有籤语的日式煎饼中获得灵感，而将字条放入饼中。根据他所述，他将幸运饼干卖给在洛杉矶及旧金山的中国餐馆且大受欢迎，因此認為他才是中餐馆与幸运饼干产生这么大的关联的主事者。
在第二次世界大战期间，本來由日裔美国商人主導的幸运饼干变成了由华裔美国商人主導。有一种说法是因為当时发生了日裔美國人囚禁事件，包括制作幸运饼干的超過10万名日裔美国人被关在拘留营，所以给了华裔生产者一個机會。
直至20世纪初，幸运饼干都是靠手工制作。幸運餅乾行業在州奥克兰的Shuck Yee发明了幸运饼干机后發生了翻天覆地的變化。大量生产的幸运饼干使得其价格降低，并成为今天在美国的中餐馆裡眾所皆知的甜点。

## 中文名稱

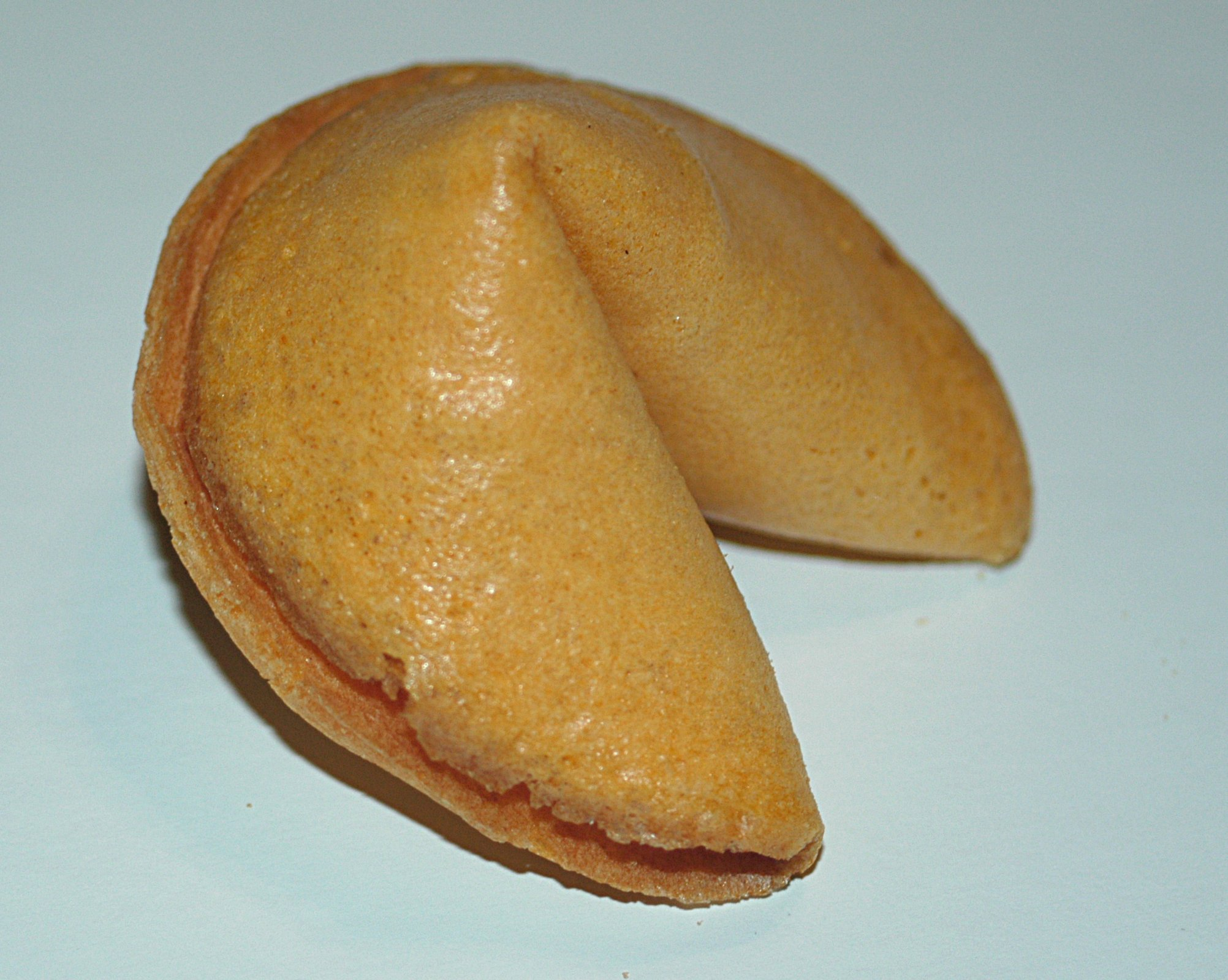
一個尚未打开的幸运饼干

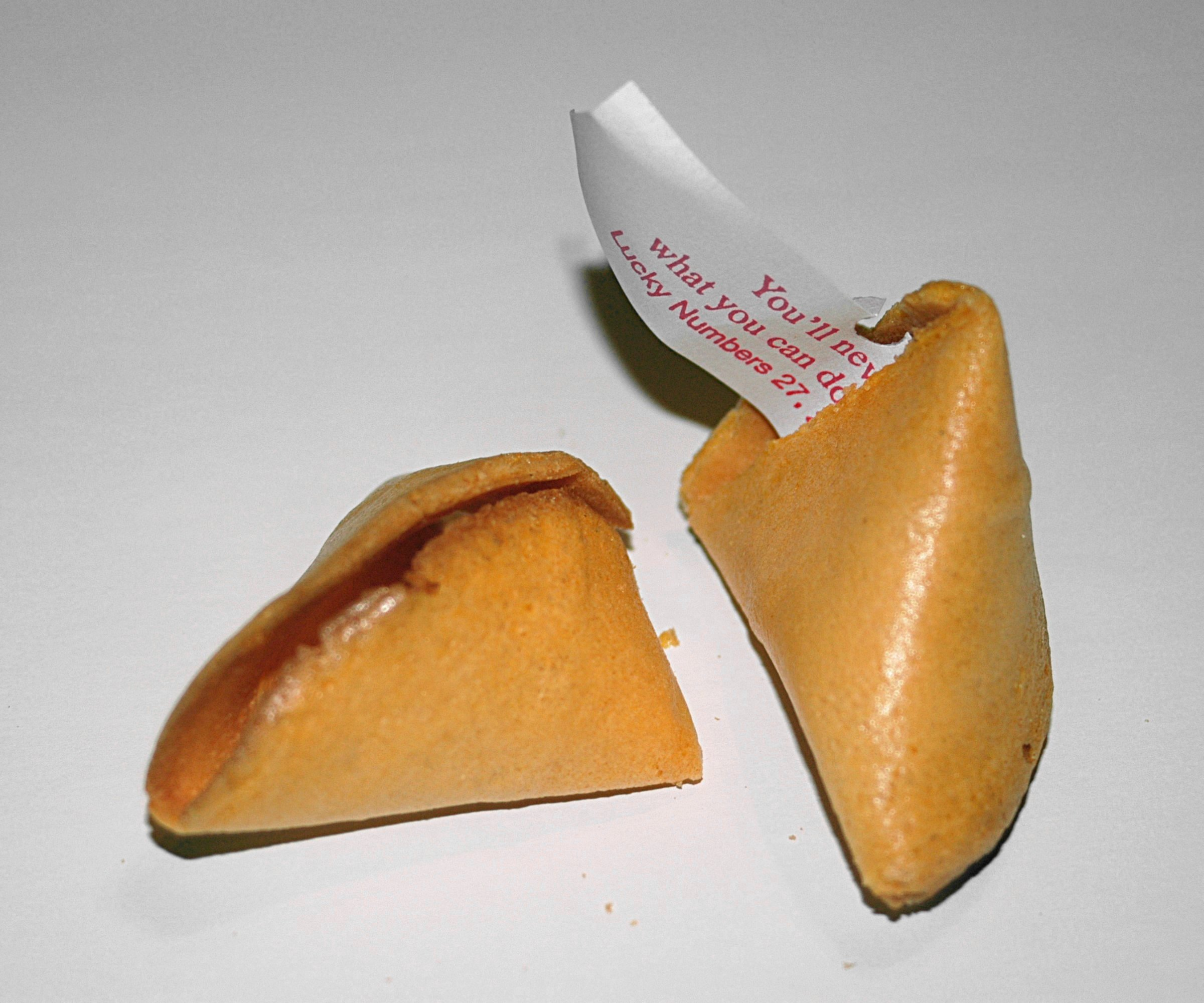
一个已經打开的幸运饼干

在英语中，包括华裔美国人都称这种食品为「fortune cookies」，但是在中文裡并没有一种很标准的称呼，常見翻译包括了：
- 幸运饼干
- 幸福饼干
- 幸运饼
- 幸运甜饼
- 幸运籤饼
- 幸运籤语饼
- 籤语饼
- 幸运占卜饼
- 占卜饼

## 大众文化

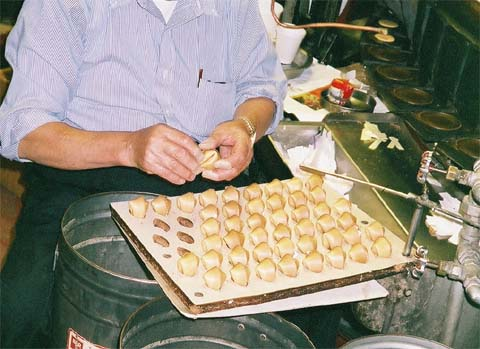
正在将籤语纸加入热的幸运饼干中

幸运饼干并非起源中国，所以在谭恩美1989年的小说《喜福会》当中有個有趣的情節：故事中两个中国女移民在美国的一家幸运饼干厂工作。她们对幸运饼干几乎没有任何概念，在多次取闹的尝试将籤语翻译成中文后，她们终于得出個结论——幸运饼干包含的不是智慧，而是“糟糕的指示”。
幸运饼干在美国文化已经成为了一种标志性符号，并由此产生出许多产品。如幸运饼干型珠宝、幸运饼干型神秘预言球、银盘幸运饼干等。
尽管多数人并不认真看待幸运饼干裡字条上寫的東西，但是仍有很多人相信吃下幸运饼會带来好运。

## 生产厂商
每年全球生产约30亿的幸运饼干，绝大多数是銷往美國。
最大的幸运饼干生产商是Wonton Food，总部位于纽约布鲁克林，每天产量超过450万個。另外较大的生产商有中西部的Baily International，洛杉矶地区的Peking Noodle。稍小的區域廠商还有位於西雅图的Tsue Chong Co.及费城的Sunrise Fortune Cookie，三藩市的金门幸运签语饼家（GOLDEN GATE FORTUNE COOKIES CO）等等。也有些小公司还接受特制的訂單。

## 全球流行程度
雖然幸运饼干在很大程度上是美国食品，但是现在在其他国家也能偶尔见到，通常是在中餐馆，如印度、巴西、墨西哥、英国、法国及德国。

### 引用
1. 1 2 3 4 5 6  Lee,  Jennifer 8. (2008年1月16日). "Solving a Riddle Wrapped in a Mystery Inside  a Cookie （页面存档备份，存于）" The New York Times.  Retrieved on January 16, 2008.
2. ↑  Nagata, Erik. .   [2010-03-10]. （原始内容存档于2008-08-20）.
3. ↑  Ono, Gary. . 2007-10-31  [2018-12-21]. （原始内容存档于2009-04-04）.
4. ↑  (Martin 2004)
5. 1 2  (Brunner 2005).
6. ↑  A History of Fugetsu-Do （页面存档备份，存于）,  www.fugetsu-do.com
7. ↑  Oaklandish[永久]
8. ↑  (Parvin 1995).